# 天山赖草
天山赖草（学名：Leymus tianschanicus）为菊科赖草属下的一个种。

## 扩展阅读
- 維基物種上的相關：天山赖草